# Kolie krátkosrstá
Kolie krátkosrstá, lidově „kraťanda“ (anglicky: Smooth Collie), je psí plemeno pocházející ze Spojeného království, které vzniklo v 19. století a bylo původně využíváno k pasení ovcí. Nyní jej najdeme jen jako společníka, který se ale hodí i pro různé psí aktivity, jako jsou agility, dogdancing, záchranářský výcvik, coursing, canisterapii, canicross, pasení a podobně.

## Historie

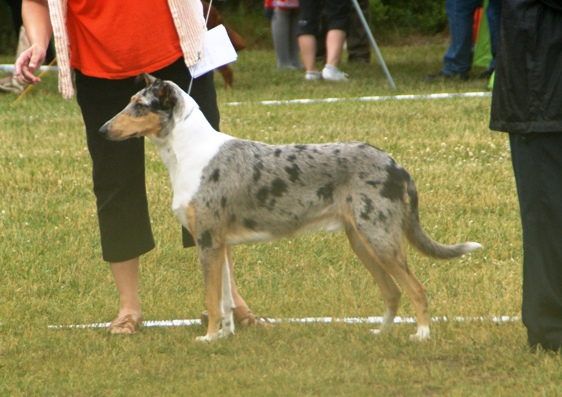
Dospělý jedinec na výstavě

Krátkosrstá kolie má původ ve Spojeném království, odkud jsou i její předci. To jsou místní ovčáčtí a honáčtí psi, kteří se mezi sebou volně křížili. S chovem ovcí se postupně víc a víc oceňovali honáčtí psi, mezi nimi i kolie krátkosrsté. Od 19. století ale chov ovcí upadal a s ním i tato psí plemena. Přibližně od té doby se krátkosrsté kolie využívají hlavně jako společenští psi. Až do 70. let 20. století se dala krátkosrstá kolie křížit s dlouhosrstou variantou, v těchto letech to ale FCI zakázala, tato doba označuje i pomyslnou hranici, kdy byly krátkosrsté kolie již vnímány jako samostatné plemeno.

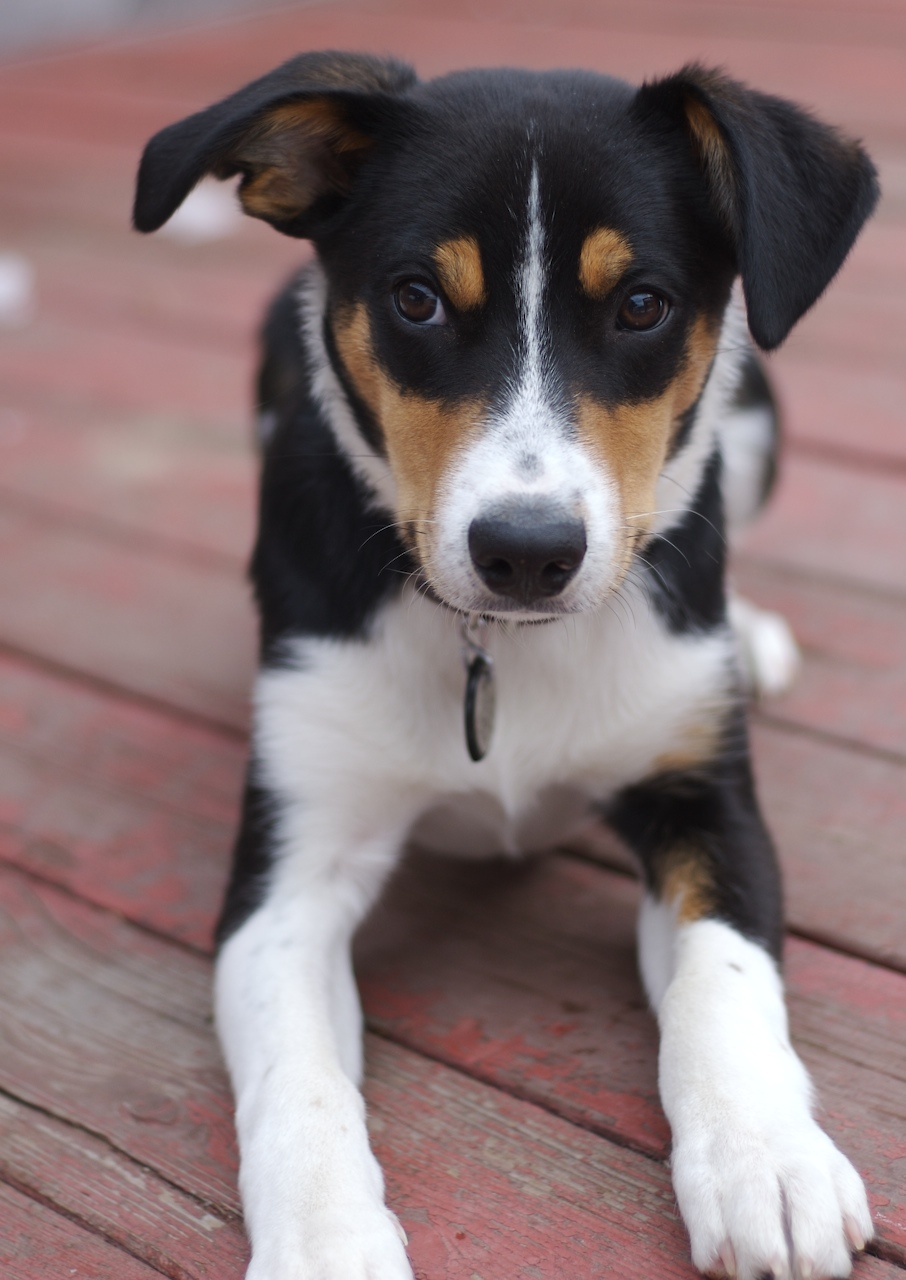
Štěně krátkosrsté kolie

První krátkosrstou kolii do Česka, tehdy ještě ČSSR, dovezla Milada Cermanová z Prahy. Jednalo se o jednoho psa (samce) dovezeného z Německa. Jeho otec byl dlouhosrstý, matka krátkosrstá. Tento pes byl 2× použit při křížení s dlouhosrstými koliemi, avšak ze dvou vrhů vyšel jediný potomek s krátkou srstí.

### Původ slova „kolie”
„Kolie” je z anglického slova „Collie” a může mít hned několik významů. První může být od slova coal, tedy uhlí. To proto, že tito psi pásli převážně ovce s černými hlavami, kterým se říkalo coaley. Možný původ tohoto slova je i od keltského col, což znamená tmavý.

### Kolie krátkosrstá a dlouhosrstá
Od dlouhosrstých kolií se toto plemeno liší jak v celkovém vzhledu a typu, tak především v povaze. Krátkosrstá kolie jsou obecně považovány za původnější typ a dodnes si zachovala plné předpoklady pro pracovní využití. Nepoznamenala ji žádná popularita. Má více temperamentu a je vyrovnanější a o něco tvrdší v povaze. Také je celkově vitálnější a zdravější plemeno. Krátkosrsté kolie mají hlubší štěkot a svým bystrým myšlením a energickými reakcemi působí dojmem o něco ostřejšího hlídacího psa. Krátkosrstá kolie má hbitou, lehkou a sportovní stavbu těla vhodnou na práci.

## Povaha
Krátkosrsté kolie jsou oddané, loajální a často i závislé na svém majiteli či jeho rodině, se kterými chtějí trávit svůj čas a odloučení často těžko nesou. Jsou přátelské, přizpůsobivé, inteligentní a učenlivé. Jsou hravé a pro svého majitele jsou schopné udělat cokoliv. Přesto jsou to dobří hlídači; na každého kolemjdoucího rázně upozorní a případného narušitele umí zadržet i bez výcviku. Ale velký "kámen úrazu" těchto psů je právě jejich štěkot, krátkosrsté kolie mohou být poněkud uštěkané a krom štěkání vydávají širokou škálu zvuků od mručení po vrnění. Hodí se k dětem a jejich hry dobře snášejí, přesto je dobré děti poučit, co se psem smí a nesmí dělat. S jinými psy se krátkosrstá kolie snáší dobře a je schopná s nimi pracovat i při nahánění. Co se jiných zvířat týče, musí majitel brát na vědomí, že toto psí plemeno má v genech nahánění a pokud před ním zvíře utíká, má sklony jej pronásledovat. Stejně tak mohou mít sklony pronásledovat rychle se pohybující věci, jako jsou cyklisté nebo automobily. Nemají vlohy pro myslivecký výcvik.

## Péče

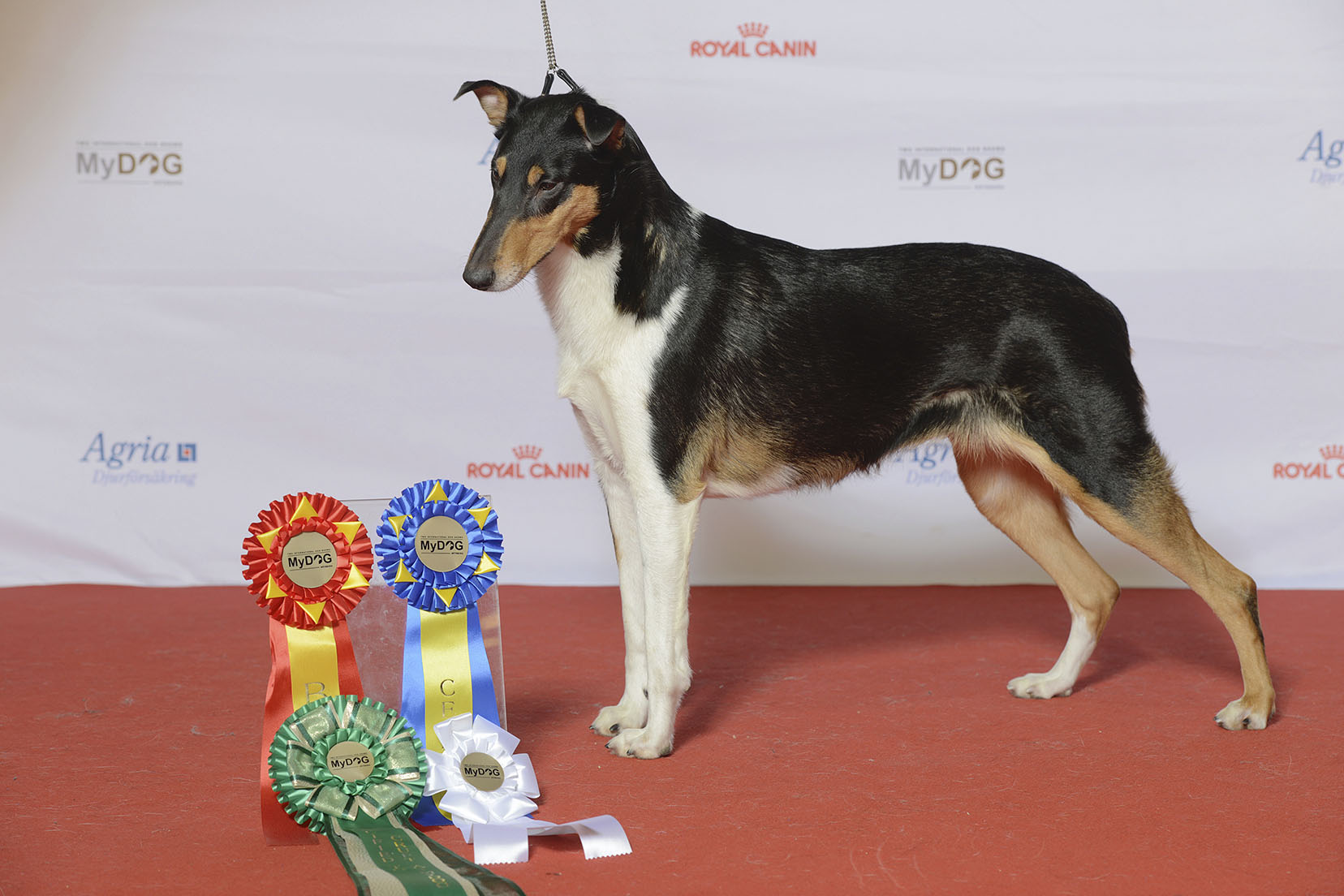
Krátkosrstá kolie ve výstavním postoji

Krátkosrstá kolie je venkovní pes, který se hodí pro celoroční pobyt venku, ale jen v případě, že tam s ní majitel tráví čas. Přivykne si i v městském bytě. Hodí se pro velkoměsto i na vesnici, pokud je jí poskytnut pohyb, veterinární péče apod.
Jejich srst je velmi krátká, hustá s podsadou. Mívá barvu sobolí, trikolor nebo blue-merle. Líná 2× ročně (na jaře a na podzim), v tomto období je nutné věnovat jí zvýšenou péči, mimo něj stačí srst pročesat 1× týdně a zbavit ji tak odumřelých chlupů. Koupání srsti neškodí, ale krátkosrsté kolie jsou známé i svým odporem k vodě.
Vyžadují hodně pohybu veškerého typu; od dlouhých túr, po psí sporty.
Výcvik krátkosrsté kolie není složitý, už díky její vyvážené povaze, ale je to nutností. Krátkosrstá kolie bez výcviku může být nezvladatelná a agresivní. Rychle se učí novým povelům a hodí se i pro začínající chovatele. Výchova je taktéž jednoduchá; pes si rychle přivykne na styl života svého majitele.

## Zdraví
Kolie krátkosrstá je relativně zdravé psí plemeno, přesto často trpí na dysplazii kyčelního kloubu a progresivní retinální atrofii. Jedinci se zbarvením blue-merle, ale i sable a trikolor, jsou náchylní na gen MDR1, který způsobuje přecitlivělou reakci na některé léky, problémy s narkózou, nebo když pes pozře výkal od koně, který byl odčervován. Proto při výběru štěněte zkontrolujte zdraví jeho rodičů. Obecně lze říci, že krátkosrsté kolie nejvíce trpí na klouby a oči, proto je vhodné nechat udělat příslušné testy, např. CEA, protože tento gen může způsobit slepotu.  

## Zajímavosti
Krátkosrsté kolie jsou jedním z nejstarších plemen na světě. První zmínky o nich pocházejí již z 16. století. V té době byly používány jako ovčáčtí psi na skotských farmách.
Jsou také obecně považovány za velmi inteligentní psy. Na stupnici inteligence psů Stanleyho Corena jsou klasifikovány jako "velmi inteligentní" plemeno, což znamená, že se snadno učí a jsou schopny zvládnout složité úkoly.